# Lluís de Valois
Lluís de Valois (1309-1328), fou un príncep capet que fou comte de Chartres i d'Alençon i senyor de Châteauneuf-en-Thymerais heretats del seu pare (1325). Es va il·lustrar a la batalla de Cassel amb el seu germà gran, el rei Felip VI de França dit de Felip VI de Valois.

## Biografia
Era el fill més jove de Carles I de Valois (1270-1325) i de la seva tercera esposa, Mafalda de Saint-Pol (1293-1358), filla de Guiu IV de Châtillon, comte de Saint Pol, gran boteller de França. Era nebot del rei Felip IV de França (1268-1314).
Fou emancipat el 1325, i va assistir a Reims, el 29 de maig de 1328, a la coronació del seu germà el rei Felip VI de França participant en el seu costat a la batalla de Cassel, el 23 d'agost de 1328.
Lluís de Valois així prometia una brillant carrera de les armes, però va morir prematurament a l'edat de 19 anys (2 de novembre de 1328), sense deixar posteritat. El seu germà, ara rei Felip VI de França dit de Felip VI de Valois va recollir la successió dels comtats però no els va reunir a la corona i els va cedir al seu germà Carles II el Magnànim (1329) comte de Perche.